# Ваздухопловне снаге Украјине
Ваздухопловне снаге Украјине (укр. Повітряні Сили Збройних Сил України) је независан вид Армије Украјине. Ваздухопловне снаге Украјине почеле су са радом 12. децембра 1991. год.

## Авиони
- МиГ-29 - 165

- МиГ-23М\УБ - 120

- Су-27\УБ - 52

- Су-25 - 45

- Су-24М\МР - 250

- Бе-12 - 8

- Су-17М\УМ - 35

- Ил-22 - 1

- Ан-12 - 18

- Ан-24\26 - 10/25

- Ан-30 - 2

- Ан-72 - 26

- Ил-76\78 - 80

- Ту-134\УБЛ - 2/3

- Јак-40 - 6

- Ан-2 - 3

- Л-39 - 350

- Јак-52 - 180

- Ми-6 - 20

- Ми-8\17 - 240

- Ми-24- 245

- Ми-26- 25

- Ми-2- 40

- Ми-14ПЛ - 5

- Ка-25 - 15

- Ка-27\29 - 12/4

## Службе
Авијација (укр. Авіація)
Космичко-ракетна војска (укр. Зенітно-ракетні війська)
Радио-техничка војска (укр. Радіотехнічні війська)
- Авијација
- Космичко-ракетна војска
- Радиотехничка војска

## Подјела
Ваздухопловство Украјине укључују родове авиона:
- Бомбардери: Су-20, Су-24М, Ту-160, Ту-22М и Ту-95/Ту-142.
- Нападачки: Су-25 и Ми-24.
- Пресретачи: Су-27 и МиГ-29.
- Транспортни: ИЛ-76, 12-24-,,-26-30-32,,-72, Ми-6, Ми-8, Ми-17, Ми-26.
- Извиђачки: Су-24 МР, Ан-30.